# 네 가지 자유
네 가지 자유(Four Freedoms)는 프랭클린 D. 루스벨트가 미국 대통령 집권 당시 1941년 1월 6일에 발표한 연두교서 연설에서 제시한 네 가지의 자유이다. 루스벨트가 연설에서 발표한 네 가지 자유는 첫 번째로 언론과 의사 표현의 자유(Freedom of speech and expression), 두 번째로 신앙의 자유(Freedom of worship), 세 번째로 결핍으로부터의 자유(Freedom from want), 네 번째로 공포로부터의 자유(Freedom from fear)이다.
표현의 자유와 신앙의 자유는 종교, 언론 및 출판의 집회 및 청원의 권리를 규정하는 아메리카 합중국 헌법 수정조항 제1조에 나타나 있다. 결핍으로부터의 자유와 공포로부터의 자유는 2차 세계 대전 기간과 그 이후에 사상적 측면에서 세계적인 영향을 끼쳤다. 네 가지 자유 연설의 내용은 대서양 헌장과 국제 연합 헌장에 반영되었다.
네 가지 자유는 세계 인권 선언에도 반영되었다. 세계 인권 선언의 전문에는 다음과 같이 네 가지 자유가 직접적으로 명시되어 있다. "…인간이 언론과 신앙의 자유, 그리고 공포와 결핍으로부터의 자유를 누릴 수 있는 세계의 도래가 모든 사람들의 지고한 열망으로서 천명되어 왔으며,…" 또한, 네 가지 자유 연설은 적정한 생활 수준을 누릴 권리(right to an adequate standard of living)와 관련된 세계 인권 선언 제25조에 중요한 영감을 주었다.

## 내용
프랭클린 D. 루스벨트가 발표한 연설에서 네 가지 자유가 나타난 부분은 다음과 같다.
| “ | 우리가 안전하게 되기를 바라는 미래에는, 세계가 네 가지 필수적인 인간의 자유에 기초하기를 바랍니다. 첫 번째 자유는 세계 모든 곳에서 이루어지는 언론과 의사 표현의 자유입니다. 두 번째 자유는 세계 모든 곳에서 모든 이들이 어느 곳에서나 원하는 방식대로 신에 예배를 드리는 것입니다. 세 번째 자유는 결핍으로부터의 자유로서, 세계적인 측면에서, 세계 어느 곳에서나 모든 국가들이 거주민들을 위해 건강하고 평화로운 삶을 보장해 주도록 하는 경제적 약속을 의미합니다. 네 번째 자유는 공포로부터의 자유로서, 세계적인 측면에서, 세계 어느 곳에서나 어떠한 국가도 이웃 국가에 물리적인 공격 행위를 하지 못하게 하는 세계적 규모의 군축을 의미합니다. | ” |

## 노먼 록웰의 네 가지 자유
노먼 록웰의 네 가지 자유 연작
- 의사 표현의 자유
- 신앙의 자유
- 결핍으로부터의 자유
- 공포로부터의 자유

미국의 화가이자 일러스트레이터인 노먼 록웰은 루스벨트의 네 가지 자유 연설에 영감을 얻어 네 가지 자유 각각을 주제로 그림을 그렸다. 노먼 록웰의 그림은 연설에서 제시된 추상적인 자유의 개념을 미국인의 일상으로 나타내었다. 처음에 미국 정부 소속의 전쟁 정보 사무소(Office of War Information)는 네 가지 자유를 주제로 하는 그림을 제공하겠다는 노먼 록웰의 제안을 거절했다. 그러나 그의 그림은 미국의 유명 잡지 《더 새터데이 이브닝 포스트(The Saturday Evening Post)》에 게재되면서 대중에 널리 알려졌다.
이후 그의 그림은 미국 전쟁채권 구입 운동에 사용되었다. 프랭클린 D. 루스벨트 대통령과 재무부 장관 헨리 모건소 주니어의 지도 아래 미국 재무부는 전국적인 순회 전시를 통해 전쟁채권을 1억 3300만 달러가 넘게 팔았다.
이후 노먼 록웰의 네 가지 자유는 1994년 미국 우편 공사에 의해 우표로 제작되었다. 그림을 우표로 나타내면서 노먼 록웰의 서명을 그림 상에서 잘 보이는 곳에 나타내는 등 일부 수정을 가했다.
네 가지 자유 연작은 노먼 록웰 박물관에 보관되고 있다.

## 네 가지 자유 메달
매년 루스벨트 협회(Roosevelt Institute)는 루스벨트의 네 가지 자유 정신의 모범이 되는 인물들에게 네 가지 자유 메달을 선사한다. 시상은 네 가지 자유 각각의 부문과 자유 메달(Freedom medal) 부문으로 이루어진다. 또한 시상은 홀수 해에는 미국인이나 미국의 기관을 대상으로 미국 뉴욕 시의 하이드 파크에서 열리고, 짝수 해에는 비미국인이나 미국외 기관을 대상으로 네덜란드의 미델뷔르흐에서 열린다. 수상자로는 해리 S. 트루먼, 지미 카터, 빌 클린턴, 넬슨 만델라, 아웅 산 수 치, 율리아나 등이 있다.

## 프랭클린 D. 루스벨트 네 가지 자유 공원
프랭클린 D. 루스벨트 네 가지 자유 공원(Franklin D. Roosevelt Four Freedoms Park)은 루이스 칸이 설계한 공원이다. 이 공원은 뉴욕시의 루스벨트섬에서 지어지고 있으며 2012년 10월 24일에 완공했다. 네 가지 자유의 내용이 화강암 위에 새겨질 예정이다.

## 같이 보기
- 자유 소프트웨어의 정의